# Marian Simion
Marian Simion (Bucarest, 14 settembre 1975) è un ex pugile rumeno.
Anche il fratello Dorel Simion è stato un pugile, medagliato alle Olimpiadi di Sydney 2000.

## Palmarès

### Olimpiadi
- 2 medaglie:
  - 1 argento (Sydney 2000 nei pesi superwelter)
  - 1 bronzo (Atlanta 1996 nei pesi welter)

### Mondiali dilettanti
- 3 medaglie:
  - 1 oro (Houston 1999 nei pesi superwelter)
  - 1 argento (Belfast 2001 nei pesi superwelter)
  - 1 bronzo (Budapest 1997 nei pesi welter)

### Europei dilettanti
- 3 medaglie:
  - 1 argento (Vejle 1996 nei pesi welter)
  - 2 bronzi (Minsk 1998 nei pesi welter; Perm 2002 nei pesi superwelter)